# Jiro Ono
Jiro Ono (小野 二郎, Ono Jirō, nascut el 27 d'octubre de 1925) és un xef de sushi jubilat japonès i propietari de Sukiyabashi Jiro, un restaurant de sushi a Ginza, Chūō, Tòquio, Japó. Ono és considerat pels seus contemporanis com un dels més grans artesans de sushi vius i se li atribueix els mètodes innovadors utilitzats en la preparació moderna de sushi.

## Primers anys
Ono va néixer a la ciutat de Tenryū (actual Hamamatsu ) a la prefectura de Shizuoka, Japó. Va començar a treballar en un restaurant local des dels set anys, abans de traslladar-se a Tòquio per estudiar com a aprenent. Es va convertir en un xef de sushi qualificat el 1951, i el 1965 va obrir el seu propi restaurant, Sukiyabashi Jiro (すきやばし次郎) , a Ginza, Tòquio. 

## Restaurant
Ono ha servit a l'antic primer ministre japonès Shinzo Abe i al president dels Estats Units Barack Obama a Sukiyabashi Jiro. Obama va declarar: "Vaig néixer a Hawaii i menjava molt sushi, però aquest va ser el millor sushi que he menjat a la meva vida".

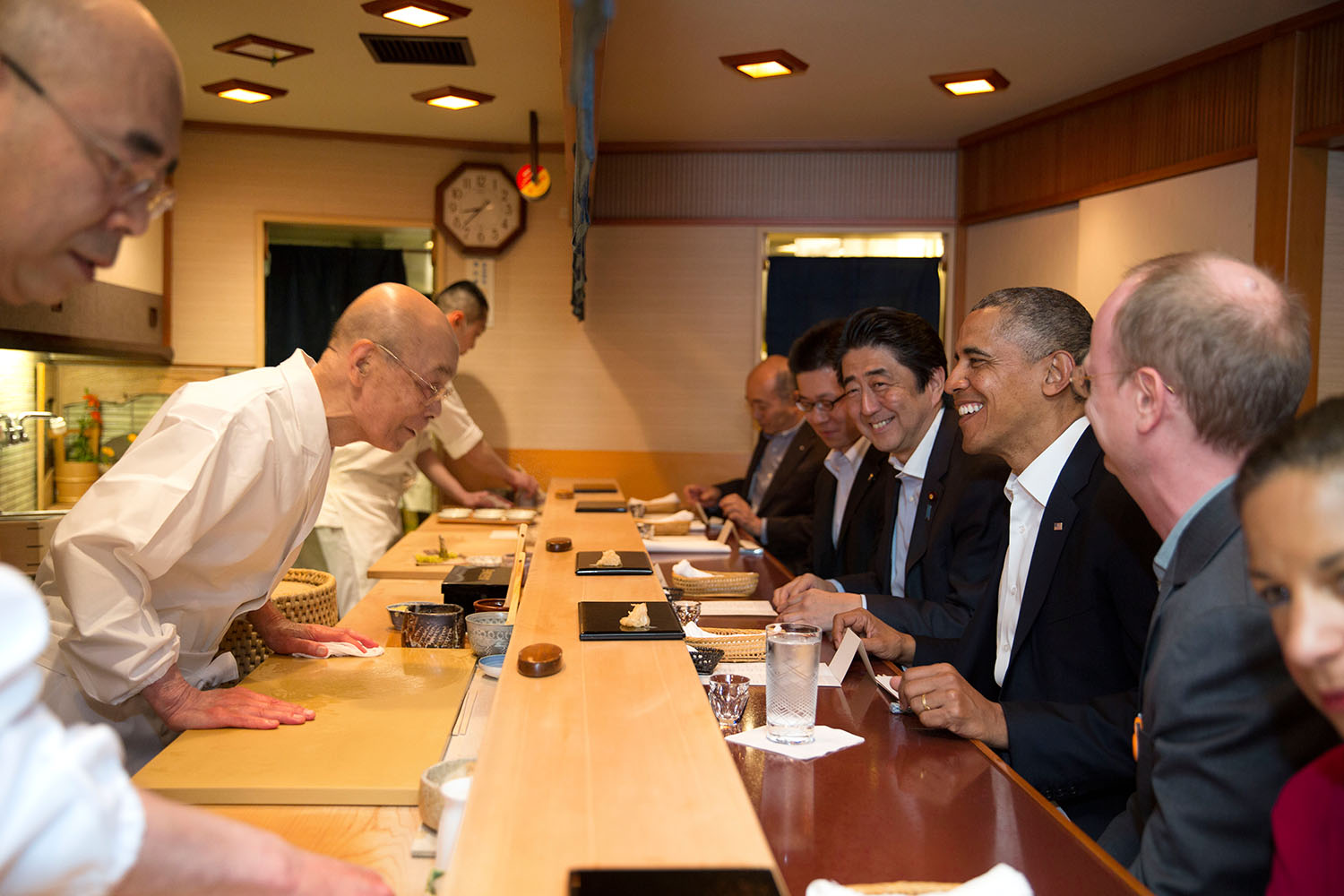
Jiro Ono al servei del primer ministre japonès Shinzo Abe i del president dels Estats Units Barack Obama a Sukiyabashi Jiro l'abril de 2014

## Vida personal
Ono té dos fills, Yoshikazu i Takashi Ono, tots dos també xefs de sushi. Takashi, el fill petit, gestiona el seu propi restaurant amb estrella Michelin . Jiro Ono va ser el tema del documental de David Gelb del 2011 Jiro Dreams of Sushi . Els Onos temen que la pesca excessiva faci desaparèixer els ingredients clau utilitzats en el sushi tradicional.
A partir del 2023, Ono es va allunyar de la gestió diària de Sukiyabashi Jiro a causa de problemes de salut i Yoshikazu va passar a dirigir el restaurant.